# Niob(V)-ethoxid
Niob(V)-ethoxid ist eine chemische Verbindung des Niobs aus der Gruppe der Ethanolate.

## Gewinnung und Darstellung
Niob(V)-ethoxid kann durch Reaktion von Niob(V)-chlorid mit Ethanol in Gegenwart von Ammoniak gewonnen werden. Die Verbindung kann auch elektrochemisch direkt aus Niob gewonnen werden.

## Eigenschaften
Niob(V)-ethoxid ist eine farblose bis bernsteinfarbene Flüssigkeit, die löslich in organischen Lösungsmitteln ist. In Wasser erfolgt Zersetzung.

## Verwendung
Niob(V)-ethoxid wird zur Herstellung von Niob(V)-oxid und Metallmischoxiden verwendet. Es wird auch für die Sol-Gel-Verarbeitung von Materialien eingesetzt, die Nioboxide und Metallmischoxide enthalten. Daneben dient es zur Herstellung ferroelektrischer Nanomaterialien, die aus Oxiden von Kalium, Silizium und Niob bestehen.